# Laser Compact XT
El Laser Compact XT fue un compatible IBM PC creado y comercializado por VTech en 1988. Utiliza la misma carcasa del Laser 128, bajo la patente D321173 en Estados Unidos. El equipo viene con 512 KB de RAM y gráficos monocoromo/CGA y es presentado en el CES, con un precio inicial de 599 dólares. Al año siguiente presenta el Laser Compact XTE en el CES de Chicago de 1989. Este segundo equipo viene con 640 KB, un procesador a 10 MHz y gráficos EGA y un precio de 649 dólares.

## Detalles Técnicos
- CPU Intel 8088 a 4,77 MHz u 8 MHz (XT) o 10 Mh (XTE)
- ROM 8 KB de BIOS
- RAM 512 KB ampliables internamente a 640 en el XT, 640 KB en el XTE
- VRAM 16 KB en el XT (CGA), 64 KB en el XTE (EGA)
- Carcasa mediana ( 375 x 330 x 80 mm; 4,12 kg ), en plástico gris, con un asa en la parte trasera para un mejor transporte. En el lateral derecho unidad de disco interna de 5,25 e interruptor de encendido / apagado. En la zona superior, con la zona que corresponde con la unidad de disco plana con unas estrías de ventilación en forma de \___ La otra mitad está ocupada por el teclado, que forma ángulo para una escritura más cómoda. LEDs de Turbo, actividad del disco, Num Lock, Caps Lock y Power. En una trampilla inferior están dos grupos de switches para configurar varias opciones, como el texto a 40 u 80 columnas, el modo monocromo o CGA, la RAM instalada o el uso de unidades externas. En la trasera, bajo el asa, y de izquierda a derecha tenemos los conectores :
  - Conector DIN 7 macho de fuente de alimentación externa
  - Conector DIN 7 hembra de salida de alimentación.
  - RS-232C DB-25
  - Espacio cegado y rotulado COM2 para un conector DE-9 de RS-232C
  - Conector DE-9 de vídeo Hércules/CGA/EGA junto a un conmutador mono/color
  - Conector RCA de vídeo compuesto NTSC
  - Conector DA-15 de interfaz de Joystick
  - Puerto paralelo de Impresora DB-25
  - Conector DC-37 de unidad de disco externa
- Teclado QWERTY de 100 teclas, todas juntas pero con tres bloques diferenciables :
  - 10 teclas de función F1 a F10. A la izquierda, pulsador RESET
  - 62 teclas alfanuméricas, incluyendo cuatro teclas de cursor
  - 18 teclas del keypad numérico. Además de los caracteres numéricos, teclas ESC, NUM LOCK, SCROLL LOCK/BREAK, SYS RES, PRINT SCREEN  / *, suma y resta
- Tarjeta gráfica monocromo / CGA o EGA con todos los modos estándar
- Sonido : simples pitidos en el altavoz interno,
- Sistema operativo MS-DOS 3.21
- Soporte
  - Unidad de disco interna de 5,25, doble cara doble densidad
  - Unidad de disco externa de 5,25 o 3,5 doble densidad
- Entrada/Salida :
  - Conector DIN 7 macho de fuente de alimentación externa
  - Conector DIN 7 hembra de salida de alimentación.
  - RS-232C DB-25
  - Conector DE-9 de vídeo Hércules/CGA/EGA junto a un conmutador mono/color
  - Conector RCA de vídeo compuesto NTSC
  - Conector DA-15 de interfaz de Joystick
  - Puerto paralelo de Impresora DB-25
  - Conector DC-37 de unidad de disco externa

## Fuente
- El Museo de los 8 Bits